# Grimmest Hits
Grimmest Hits è il decimo album in studio del gruppo musicale statunitense Black Label Society, pubblicato nel 2018.

## Tracce
Testi e musiche di Zakk Wylde, John DeServio & Jeff Fabb.
1. Trampled Down Below – 5:04
2. Seasons of Falter – 4:00
3. The Betrayal – 3:48
4. All That Once Shined – 3:54
5. The Only Words – 5:29
6. Room of Nightmares – 2:31
7. A Love Unreal – 5:58
8. Disbelief – 5:28
9. The Day That Heaven Had Gone Away – 6:12
10. Illusions of Peace – 4:07
11. Bury Your Sorrow – 4:41
12. Nothing Left to Say – 4:22

## Formazione
- Zakk Wylde – voce, chitarra, piano, chitarra acustica
- John DeServio – basso, cori
- Jeff Fabb – batteria
- Dario Lorina – chitarra, cori